# Annie de Reuver
Annie de Reuver (19 de febrer de 1917 - 1 de gener de 2016) fou una cantant neerlandesa.

## Discografia
- 1994, Annie de Reuver
- 1994, 60 Muzikale jaren met Annie de Reuver
- 1995, Favorieten van toen
- 1999, Dureco Wolkenserie, Volume 98
- 2001, Hollands Glorie
- 2016, Onvergetlijk
- 2011, Liedjes Van Toen En Nu

Va morir l'1 de gener de 2016 als 98 anys, després d'una cirurgia en el seu maluc trencat producte d'una caiguda.